# Sandy Springs
Sandy Springs és una població dels Estats Units a l'estat de Geòrgia. Segons el cens del 2008 tenia 82.674 habitants.

## Demografia
Segons el cens del 2000, Sandy Springs tenia 85.781 habitants, 39.288 habitatges, i 19.683 famílies. La densitat de població era de 878,1 habitants/km².
Dels 39.288 habitatges en un 21,1% hi vivien nens de menys de 18 anys, en un 40,1% hi vivien parelles casades, en un 7% dones solteres, i en un 49,9% no eren unitats familiars. En el 35,9% dels habitatges hi vivien persones soles el 6,8% de les quals corresponia a persones de 65 anys o més que vivien soles. El nombre mitjà de persones vivint en cada habitatge era de 2,17 i el nombre mitjà de persones que vivien en cada família era de 2,87.
Per edats la població es repartia de la següent manera: un 17,8% tenia menys de 18 anys, un 10,5% entre 18 i 24, un 40,3% entre 25 i 44, un 21,6% de 45 a 60 i un 9,8% 65 anys o més.
L'edat mediana era de 33 anys. Per cada 100 dones de 18 o més anys hi havia 95 homes.
La renda mediana per habitatge era de 60.428 $ i la renda mediana per família de 85.146 $. Els homes tenien una renda mediana de 51.002 $ mentre que les dones 36.493 $. La renda per capita de la població era de 45.494 $. Entorn del 3,9% de les famílies i el 6,5% de la població estaven per davall del llindar de pobresa.

## Poblacions més properes
El següent diagrama mostra les poblacions més properes.